# Eipeldauer-Briefe

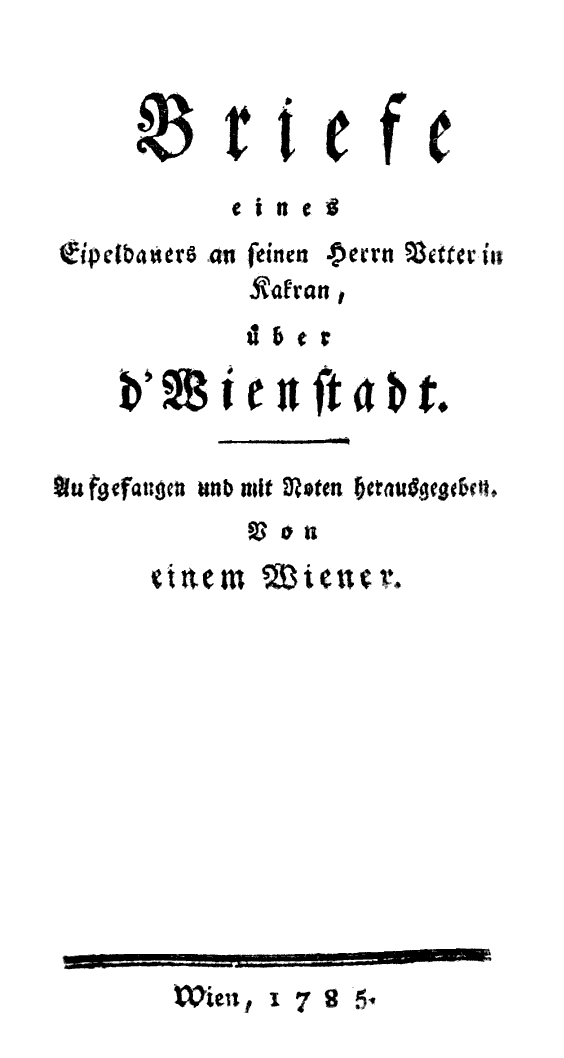
Titelblatt der Erstausgabe, 1785

Die Eipeldauer-Briefe, original: Briefe eines Eipeldauers an seinen Herrn Vetter in Kakran über d’Wienstadt, […] sind ein satirisches literarisches Werk des josephinischen Zeitalters (also der Spätaufklärung), das der Schriftsteller Joseph Richter ab 1785 produzierte.

## Hintergründe
Zunächst (1785 und 1787) wurden zwei Briefromane herausgegeben, deren Erfolg den Autor bewog, ab 1794 ein monatlich erscheinendes Periodikum zu publizieren, das mit geringen Unterbrechungen auch über den Tod des Autors hinaus bis 1821 erschien.
Die beiden ersten Bände betreffen zwei Reisen nach Wien; die spätere Zeitschrift beginnt zu dem Zeitpunkt, zu dem sich der Eipeldauer in Wien endgültig niederlässt.
Jede dieser Publikationen bestand aus fingierten Briefen eines fiktiven und zu Richters Lebzeiten nie namentlich genannten Bauern aus Eipeldau, dem heutigen Leopoldau, an seinen „Vetter“ (das heißt irgendwie Verwandten) im nahe gelegenen Kagran.
Richter berichtet im durchwegs sarkastischen Wiener Humor über Sitten und Gebräuche sowie über aktuelle Vorkommnisse aus der Haupt- und Residenzstadt, wobei er während der Jahrzehnte zunehmend weniger aggressiv, zuletzt geradezu obrigkeitshörig, wird.
Richter war 28 Jahre lang alleiniger Autor von 194 Folgen.
Nach Richters Tod, 1813, übernahm der Schriftsteller Franz Xaver Gewey die [durchaus gewinnbringende!] Herausgabe bis an sein Lebensende, 1819, danach ging die Redaktion an Adolf Bäuerle, der das Blättchen 1821 einstellte.

## Aufbau und Inhalt
Fiktive Reiseberichte sind zu Richters Lebzeiten nicht neu: Spätestens seit Montesquieus berühmten Lettres persanes (1721) ist diese Form in gebildeten Kreisen Europas bestens bekannt. Die langen Wegstrecken jedoch, welche die „persische“ Delegation auf sich zu nehmen hatte, um französische Lebensart distanziert kommentieren zu können, verkürzt Richter karikaturistisch auf wenige Kilometer und die Überquerung der Donau.
Richters erster Eipeldauer-Band, 1785, hat zum Thema, dass der gutmütige und nicht unvermögende Bauerntölpel wenigstens einmal in seinem Leben das Wiener Faschingstreiben miterleben möchte. Kaum angekommen, wird er von der Verwandtschaft üppig bewirtet, ohne zu merken, dass deren Lebensstil unmöglich zum offiziellen Einkommen passen kann, und gleich danach beim Kartenspiel „über den Tisch gezogen“. Vom „Wiener Herrn Vetter“ wird er dann in Café- und Wirtshäuser, Theater und Bälle eingeführt, allerdings auf seine Kosten, und verbraucht soviel, dass er den Kagraner bitten muss, ihm größere Beträge vom daheim gelassenen Ersparten nachzusenden. Dass ein Mann in Wien auch von „Graben-Fräule“ schnell ums Geld gebracht werden kann, weiß der Eipeldauer von seinem Kutscher Hiesl zu berichten, nicht etwa von sich selber. Am Aschermittwoch tritt der Bauer die Heimreise an.
Ein zweiter Band (1787) lag aufgrund des Erfolges des ersten, der es bereits auf mehrere Auflagen gebracht hatte, gleichsam auf der Hand. Diesmal lässt der Autor seinen Eipeldauer nach Wien reisen, um für den Kagraner Vetter einen Rechtsstreit auszufechten, der zwar gewonnen wird, dabei aber mehr Spesen als Nutzen bringt.
Zu dem Zeitpunkt, als der Eipeldauer sich in Wien niederzulassen gedenkt, startet die Zeitschrift. Von seiner Verwandtschaft wird er an eine Bedienstete des „Freundes eines Freundes“, eines „bessern Herrn“ verkuppelt, die er prompt heiratet. Verwundert ist er schon, nach bereits sechs Wochen Vater eines gesunden Knaben geworden zu sein, freut sich aber darüber, da der ehemalige Dienstherr seiner Gemahlin nicht nur anbietet, den Kleinen auf seinen Vornamen taufen zu lassen, sondern dem des Schriftlichen nur mäßig mächtigen Eipeldauer auch zu einer Beamtenlaufbahn verhilft. Weiters kümmert der bessere Herr sich um Eipeldauers Frau und Kind auf vielfache Weise. Ab diesem Zeitpunkt ist die Geschichte Karikatur des unfähigen und faulen, durch dubiose Protektion zu seinem auf Lebenszeit gesicherten Posten gekommenen Beamten. Unfähig, den Lebenswandel seiner Frau zu finanzieren, landet er zwischenzeitlich sogar wegen Wechselschulden im Gefängnis, wird jedoch bald wieder ausgelöst, da neue und finanzstarke Liebhaber seiner Gemahlin auf den Plan treten. Diese umgibt sich nun mit ‚Mahmen‘ („lieben [jüngeren] Freundinnen“) und beginnt ein florierendes Geheimbordell zu betreiben, bis derlei Mahmen per Gesetz des Landes verwiesen werden. Aber auch danach mangelt es der attraktiven Dame nicht an Liebhabern, die es ihr ermöglichen, auch noch ihren Mann freizuhalten.
In einer späteren Phase (ab 1802) dankt der Eipeldauer gleichsam ab, d. h., er überlässt das Briefschreiben seinem vermeintlich „Erstgeborenen“. Ab diesem Zeitpunkt beginnt die Serie erheblich zu verflachen: Der Autor trifft den Ton des verwöhnten und von seiner Mutter ausgehaltenen Wiener Schnösels keineswegs. Themen sind von jetzt an der Krieg und der Patriotismus, daneben belang- und zahnlose Alltagsgeschichtchen.
Zum letzten von Richter verfassten Text gehört der Abschnitt:

„Wie mir der Michl gesagt hat, so ist der Herr Vetter ein bissl harb auf mich, weil ich schon so lang nichts von politischen Neuigkeiten gschriebn hab. Aber der Herr Vetter halt sich ja d’Wiener Zeitung, und da ist ja alles umständlich drin gstanden was sich s’ letzte Jahr in der Welt alles ereignet hat. Was aber weiter geschehen wird, das müssen wir der lieben Zeit überlassen. Die ist ja der beste Koch, die wird schon alles auskochen, wie’s sein soll.“

### Textprobe

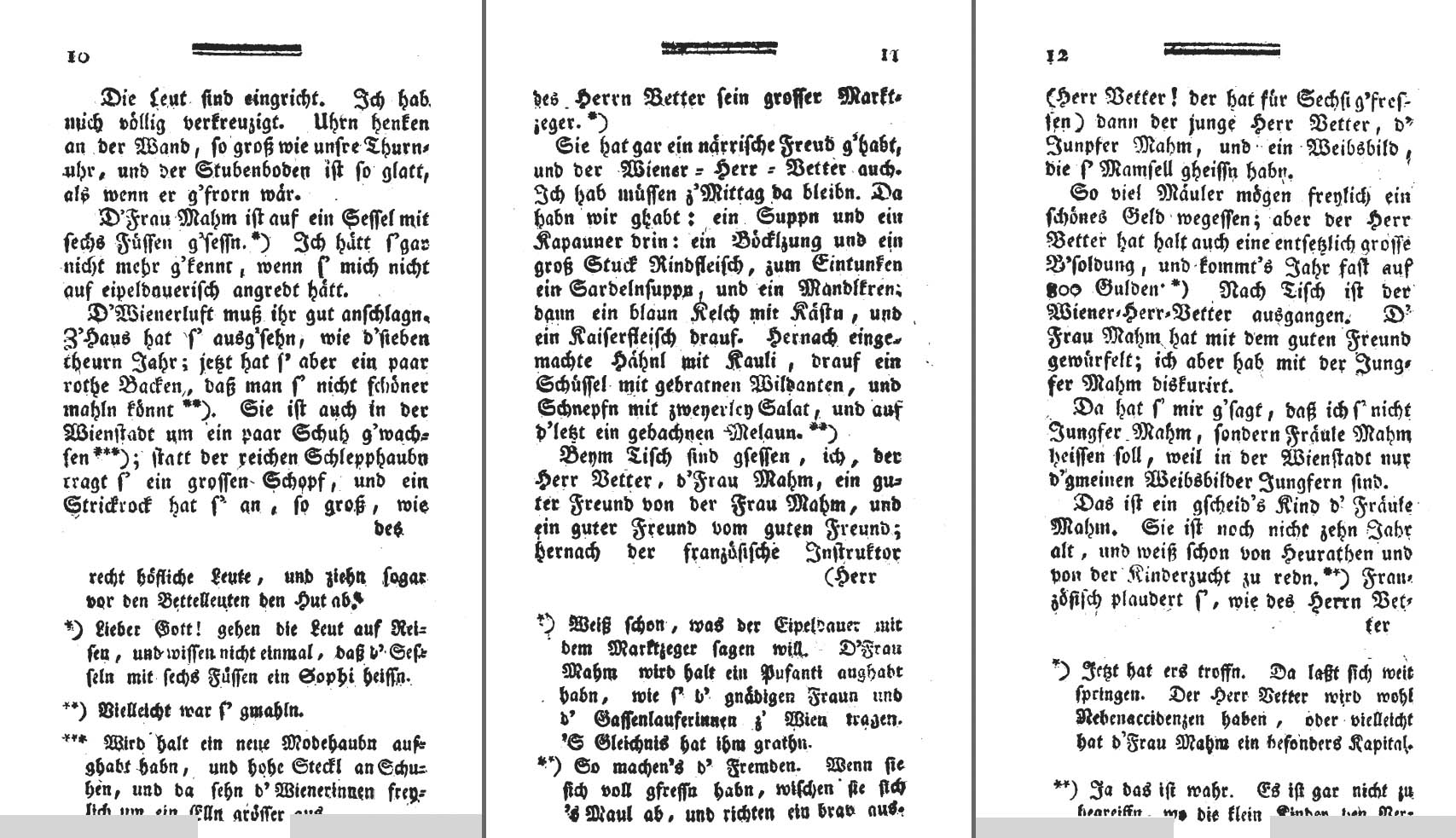
Auszug aus Brief 2, S. 10–12.

## Ausgaben
- Briefe eines Eipeldauers an seinen Herrn Vetter in Kakran, über d’Wienstadt. Aufgefangen und mit Noten herausgegeben. Von einem Wiener. Rehm, Wien 1785 (Digitalisat in der Google-Buchsuche).
- Der wiederaufgelebte Eipeldauer: mit Noten von einem Wiener. Rehm, Wien 1799–1801 (Heft 1–12: urn:nbn:de:bvb:12-bsb10009156-6; Heft 13–24: urn:nbn:de:bvb:12-bsb10009157-1).
- Original-Eipeldauer-Briefe gedruckt in Wien, von einem rückreisenden Schiffmann nach Bayern gebracht. Wien 1805 (urn:nbn:de:bvb:12-bsb10010800-5).
- Eugen von Paunel (Hrsg.): Die Eipeldauer-Briefe. Eine Auswahl. Müller, München

1. 1785–1797. 1917
2. 1799–1813. 1918